# Аль-Афіна
Аль-Афіна (англ. al-Afinah, араб. العفينة) — поселення в Сирії, що складає невеличку друзьку общину в нохії Аль-Карайя, яка входить до складу мінтаки Сальхад в південній сирійській мухафазі Ас-Сувейда.